# 새한 맥스
새한 맥스는 1979년 8월에 새한 새마을 트럭의 후속으로 출시한 0.85톤 픽업 트럭으로 1982년에 새한 제미니가 대우 맵시로 페이스 리프트를 거치면서 맥스도 1983년 1월에 뉴 맥스로 페이스 리프트를 거쳤다. 1988년에 배출 가스 규제를 충족시키지 못하여 후속 차종 없이 단종되었다. 그 뒤 2019년 8월에 쉐보레 콜로라도가 맥스의 후속차종으로 출시되었다. 맥스가 단종된 이후 31년간 비어 있었던 한국GM의 픽업트럭 라인업은 콜로라도가 채우게 되었다.